# Starlancer
Starlancer est un jeu vidéo de combat spatial développé par Digital Anvil et édité par Microsoft. Il est sorti en 2000 sur PC et sur Dreamcast.

## Trame
En 2160, une guerre mondiale a lieu. Deux alliances (Est et Ouest) se disputent le contrôle du système solaire. Le joueur incarne l'un des pilotes du 45e Escadron de Volontaires de l'Alliance et doit accomplir plusieurs missions avec comme ennemis les pilotes de la Coalition de l'Est ainsi que des mercenaires et des pirates de l'espace.

## Système de jeu
Le jeu se compose de quatre modes :
- Mode Campagne (le scénario du jeu), possibilité de jouer la campagne en coopération (jusqu'à 8 joueurs)
- Entraînement (jouable uniquement seul)
- Deathmatch (jusqu'à 8 joueurs)
- Team Deathmatch (jusqu'à 8 joueurs)

## Accueil
- Computer and Video Games :  (DCAST)[3]
- Gamekult : 7/10 (PC)[4]